# Brťov-Jeneč
Brťov-Jeneč là một làng thuộc huyện Blansko, vùng Jihomoravský, Cộng hòa Séc.